# 元良式船舶動揺制止装置
元良式船舶動揺制止装置（もとらしきせんぱくどうようせいしそうち）は、元良信太郎によって考案された船舶動揺制止装置である。

## 概要
元良によって、大正11年に考案された。船体の横揺れを制止するために船体中央湾曲部の両舷から水中に潜水艦の横舵のような舷鰭を左右1対ないし数対備える。これを、船内の操舵機およびジャイロスコープ式自動調整装置によって、船の動揺に応じて、適宜回転させ、船の速力によって鰭面が受ける水圧を利用して船の横揺れを防止するものである。すなわち、船体が左舷に傾斜すると、左舷鰭の前端が上方へ、後端が下方へ傾き、右舷鰭はこれと反対に傾くようにジャイロスコープを用いた装置によってコントロールされる。
考案当初、ごくわずかの船に装備されただけで、ほとんど実用化されなかった。
元良は、この研究によって、大正15年5月16日、第16回帝国学士院賞を受賞した。